# 下洋镇 (永春县)
下洋镇，是中华人民共和国福建省泉州市永春县下辖的一个乡镇级行政单位。境内煤炭资源丰富，有国家4A级景点牛姆林。

## 行政区划
下洋镇下辖以下地区：
下洋村、上姚村、曲斗村、新坂村、涂山村、大荣村、溪塔村、长汀村、新村和含春村。